# Кръглолистна росянка
Кръглолистните росянки (Drosera rotundifolia) са вид растения от семейство Росянкови (Droseraceae).
Те са незастрашен вид.
Таксонът е описан за пръв път от Карл Линей през 1753 година.

## Вариетети
- Drosera rotundifolia var. capillaris
- Drosera rotundifolia var. comosa
- Drosera rotundifolia var. distachya
- Drosera rotundifolia var. furcata
- Drosera rotundifolia var. rotundifolia